# 情色六月天
情色六月天是一個網絡色情論壇，由中國福建省建陽市出身的陳輝於2004年5月創立，網站架設在美國服務器。網站自稱是“華人第一成人社區”。2005年網站遭到中國公安查封，版主和站長被捕，2006年受審。

## 歷史
陳輝只有小學文化程度，2004年5月利用自己租借的美國服務器從他人接手了「情色六月天」，2005年7月為擴大業務，先後創建「情色海岸线论坛」、「天上人间－中华伊甸园论坛」和「华人伊甸园论坛」三個姊妹網站。開始網站為免費注冊制度，采用等級積分的方式管理注冊會員，其後增設VIP會員制度，入會必須付款，並取消免費注冊會員。陳輝在網站上結識網友，並委任其為論壇版塊的管理員，其中虞懿管理“天上人间”，付秋管理“情色六月天”、“情色海岸线”和“华人伊甸园”。在2005年10月3日的紀錄中，四個網站共計有60萬以上注冊會員，點擊1100萬，注冊會員遍佈中國20多個省，用戶以在校學生爲主。
其太原市版主王劍飞為太原市某省級醫院體檢中心網管，他利用職權之便，在體檢中心進行調試，由於失誤將醫院的網頁變成「情色六月天」主頁。2005年6月21日，太原市公安得到市民舉報醫院網頁變成色情網站。公安幹警事後查出IP的物理地址，在醫院進行突擊檢查，逮捕王劍飞和在電腦中檢獲證據。公安部門在調查搜證后，展開捉捕行動，逮捕9名犯罪嫌疑人。
2006年11月22日，太原市中级人民法院以「传播淫秽物品牟利罪」一审判处「情色六月天」創始人陈辉无期徒刑，剥夺政治权利终身，并处没收个人财产10万元。

## 反響
中國大陸社會學者李銀河在博文《太原淫秽网站案质疑》中，對「情色六月天」創始人陳輝的判決，認爲「中国还没有完全走出性的中世纪。所有的现代社会都没有淫秽品法，而中国仍保留这一法律，并且继续执行」，其觀點被時任復旦大學法學院副教授陸志安指不懂國際法學，如香港就有相關規定（淫褻物品審裁處）。